# Сомма-Везув'яна
Сомма-Везув'яна (італ. Somma Vesuviana) — муніципалітет в Італії, у регіоні Кампанія,  метрополійне місто Неаполь.
Сомма-Везув'яна розташована на відстані близько 200 км на південний схід від Рима, 17 км на схід від Неаполя.
Населення — 35 368 осіб (2014).
Щорічний фестиваль відбувається 19 вересня. Покровитель — Святий Януарій.

## Історія та археологія
У квітні 2024 року, на сторінках видання Arkeonews було повідомлено, що дослідниками з Токійського університету на руїнах Сомма-Везув'яна, було знайдено залишки будівлі, яка за рівнем розкоші, яка, зазвичай, асоціюється з резиденціями впливових осіб, могла належати першому римському імператору Октавіану Августу.

## Демографія
Населення за роками:

Станом на 1 січня 2023 року в муніципалітеті офіційно проживало 1227 іноземців з 45 країн, серед них 290 громадян країн Євросоюзу та 435 громадян України.

## Сусідні муніципалітети
- Брушано
- Кастелло-ді-Чистерна
- Марильяно
- Нола
- Оттав'яно
- Помільяно-д'Арко
- Сант'Анастазія
- Сав'яно
- Шишано